# Collegio uninominale Sicilia 2 - 10
Il collegio elettorale uninominale Sicilia 2 - 10 è stato un collegio elettorale uninominale della Repubblica Italiana per l'elezione della Camera dei deputati tra il 2017 ed il 2022.

## Territorio
Come previsto dalla legge elettorale italiana del 2017, il collegio era stato definito tramite decreto legislativo all'interno della circoscrizione Sicilia 2.
Era formato dal territorio di 8 comuni: Augusta, Canicattini Bagni, Floridia, Melilli, Priolo Gargallo, Siracusa, Solarino e Sortino.
Il collegio era quindi interamente compreso nella provincia di Siracusa.
Il collegio era parte del collegio plurinominale Sicilia 2 - 03.

## Eletti
| Elezione | Elezione | Deputato     | Partito            |
| -------- | -------- | ------------ | ------------------ |
|          | 2018     | Paolo Ficara | Movimento 5 Stelle |

## Dati elettorali

### XVIII legislatura
Come previsto dalla legge elettorale, 232 deputati erano eletti con sistema a maggioranza relativa in altrettanti collegi uninominali a turno unico.
| Candidati              | Candidati               | Voti    | %     | Liste                                | Voti    | %     |
| ---------------------- | ----------------------- | ------- | ----- | ------------------------------------ | ------- | ----- |
|                        | Paolo Ficara ✔️ Eletto  | 66 242  | 57,91 | Movimento 5 Stelle                   | 66 242  | 57,91 |
|                        | Nicoletta Piazzese      | 26 692  | 23,33 | Forza Italia                         | 17 452  | 15,26 |
| Lega                   | Nicoletta Piazzese      | 26 692  | 23,33 | 4 972                                | 4,35    |       |
| Fratelli d'Italia      | Nicoletta Piazzese      | 26 692  | 23,33 | 2 974                                | 2,60    |       |
| Noi con l'Italia - UDC | Nicoletta Piazzese      | 26 692  | 23,33 | 1 294                                | 1,13    |       |
|                        | Sofia Amoddio           | 15 897  | 13,90 | Partito Democratico                  | 13 920  | 12,17 |
| +Europa                | Sofia Amoddio           | 15 897  | 13,90 | 1 330                                | 1,16    |       |
| Italia Europa Insieme  | Sofia Amoddio           | 15 897  | 13,90 | 396                                  | 0,35    |       |
| Civica Popolare        | Sofia Amoddio           | 15 897  | 13,90 | 251                                  | 0,22    |       |
|                        | Cristina De Caro        | 2 780   | 2,43  | Liberi e Uguali                      | 2 780   | 2,43  |
|                        | Margherita Campisi      | 674     | 0,59  | Il Popolo della Famiglia             | 674     | 0,59  |
|                        | Francesco Napolitano    | 583     | 0,51  | CasaPound                            | 583     | 0,51  |
|                        | Filippa La Villa        | 554     | 0,48  | Potere al Popolo!                    | 554     | 0,48  |
|                        | Francesco Pelligra      | 314     | 0,27  | Partito Valore Umano                 | 314     | 0,27  |
|                        | Patrizia Inserra        | 273     | 0,24  | Italia agli Italiani                 | 273     | 0,24  |
|                        | Immacolata Stancampiano | 250     | 0,22  | Partito Comunista                    | 250     | 0,22  |
|                        | Lorella Rossitto        | 130     | 0,11  | Lista del Popolo per la Costituzione | 130     | 0,11  |
| Totale                 | Totale                  | 114 389 | 100   |                                      | 114 389 | 100   |
|                        |                         |         |       |                                      |         |       |
| Voti non validi        | Voti non validi         | 2 469   | 2,11  |                                      |         |       |
| Votanti                | Votanti                 | 116 858 | 63,85 |                                      |         |       |
| Elettori               | Elettori                | 183 006 |       |                                      |         |       |